# Fiat X1/9
Fiat X1/9 je sportovní dvoumístný italský automobil navržený společností Bertone a vyráběný nejprve v letech 1972–1982 automobilkou Fiat a následně v letech 1982–1989 společností Bertone. Celkem bylo vyrobeno přibližně 160 000 vozů (součet výroby Fiat a Bertone).
Vůz je oceňován pro svůj design, výklopné světlomety, lehkou odnímatelnou střechu, zavazadlový prostor vpředu i vzadu a v neposlední řadě pro umístění motoru před zadní nápravou (první sériově vyráběný vůz s touto koncepcí), což přineslo vyvážené zatížení přední a zadní nápravy a tím i bezpečný vůz s vynikajícími jízdními vlastnostmi. Vůz byl také od počátku navrhován tak, aby vyhověl tehdejším americkým bezpečnostním a emisním předpisům.

## Historie

### Design a vývoj
Model X1/9 vycházel z konceptu Autobianchi A112 Bertone Runabout, který byl poprvé vystavován v roce 1969. Koncept Runabout měl výrazný klínový tvar a přestože některé obzvláště avantgardní dílčí prvky designu se do produkční verze X1/9 nedostaly, je podobnost zřejmá a dala modelu X1/9 velmi výrazný a nezaměnitelný vzhled.
Model X1/9 využívá tehdy zcela nový motor Fiat 128 SOHC a převodovku z Fiatu 128, motor a převodovka byly ovšem umístěny příčně před zadní nápravu, před motor byla umístěna palivová nádrž a náhradní kolo. Tím se dosáhlo takřka ideálního rozložení hmotnosti na přední a zadní nápravu, kromě toho se získal zavazadlový prostor vpředu i vzadu.
Zajímavé je i samotné označení modelu (X1/9). Fiat v době pro označování svých automobilů používal číselný systém (např. 127, 128, 124, 131) označující relativní pozici v modelové řadě, ale model X1/9 si uchoval svůj prototypový kód i jako obchodní jméno. (U prototypů se označení X0 používalo pro motory, X1 pro osobní automobily a X2 pro užitkové vozy. Číslice 9 znamená, že šlo o devátý osobní automobil vyvinutým v rámci tohoto systému značení.)

### Technická data

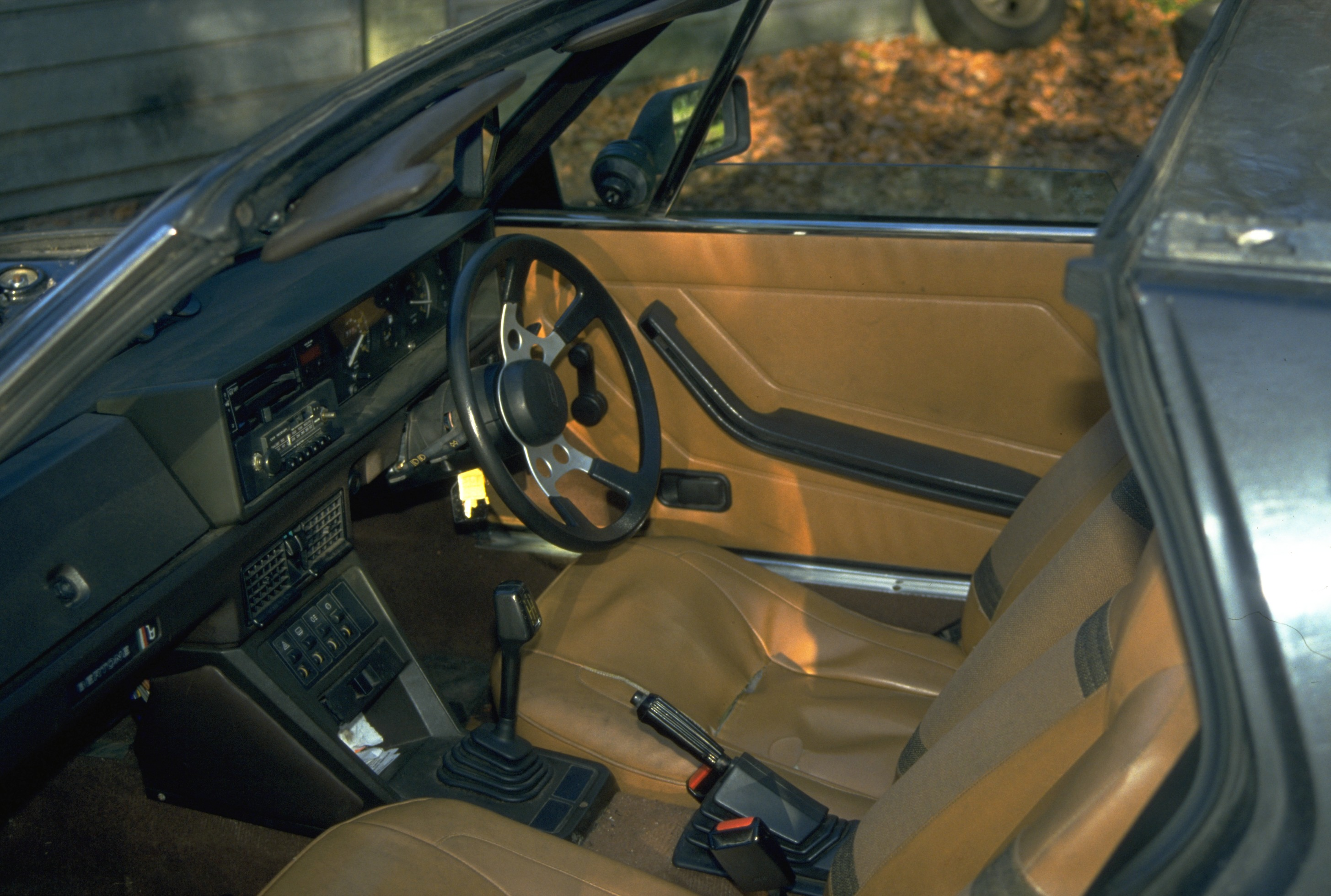
X1/9 interiér, bez střechy

Objem motoru 1290 (55,2 kW): v letech 1972–1978 nebo 1498 cm³ (63 kW): v letech 1978–1989. Maximální rychlost byla 170, respektive 185 km/h.
Kódy barev pro barvy mica red (408) and mica blue (407) (používané v letech 1988 až 1989) nejsou uvedeny v katalogu barev Fiat (protože jde o Bertone barvy). Najdeme je ale v katalogu barev Volvo, protože barvy použité pro Volvo 780 jsou stejné jako pro model Bertone X1/9 (dokonce používají i stejné číselné kódy 408/407). Je to tím, že Volvo i X1/9 byly vyráběny a lakovány ve stejnou dobu a ve stejném závodě Bertone.

## Výroba a další vývoj
Původně byla první prezentace modelu X1/9 plánována na autosalon v Turíně (listopad 1972), ale nakonec byla záměrně odložena až na období skončení přehlídky, aby se zabránilo kolizi s uvedením nového městského auta Fiat 126 na trh. První zkušební jízdy pro motoristické novináře se konaly koncem listopadu 1972 na Sicílii na silnicích, kde se jezdil slavný závod Targa Florio.
Model X1/9 měl nahradit Fiat 850 Spider (také design Bertone), nikoliv dražší Fiat 124 Sport Spider, jehož výroba pokračovala nadále. Karosérie byla vyráběna v závodě Grugliasco (Turín) společnosti Bertone, odkud se převážela na finální montáž do závodu Fiat Lingotto.
Jak bylo uvedeno výše, model X1/9 používal motor, který byl odvozen z modelu Fiat 128, konkrétně Fiat 128 Coupé 1300, ale s určitými úpravami, např. používal hliníkovou hlavu, hliníkovou olejovou vanu a některé další upravené součásti. Motor s dvojitým karburátorem Weber a při kompresním poměrem 8,9:1 dosahoval výkonu 75 koní (55 kW) při 6000 otáček, točivý moment byl 97 Nm při 3400 otáčkách.
Plně synchronizovaná čtyřstupňová převodovka byla také převzata z Fiatu 128, ale byla jinak zpřevodována, aby se využila lepší aerodynamika sportovního vozu. V důsledku toho X1/9 dosahoval rychlost přes 170 km, o 10 km/h více než Fiat 128 Coupé 1300 s téměř shodným motorem (přestože Fiat 128 byl o 65 kg lehčí).
Disky z lehkých slitin byly za příplatek, standardně se dodávaly ocelové o rozměrech 4,5J×13 palců, s pneumatikami 145 HR 13. Všechna kola měla nezávislé zavěšení typu typu MacPherson. Brzdy jsou kotoučové na všech kolech o průměru 227 mm.
Interiér byl standardně čalouněný koženkou, dvě sedadla s integrovanými opěrkami hlavy byla prošita ozdobným stehem, volant je čtyřramenný (připomínající ten, který byl použit u automobilu Lamborghini Marzal).
Původní model se čtyřstupňovou převodovkou a motorem o objemu 1,3 litru lze na první pohled rozlišit od pozdějšího modelu s pětistupňovou převodovkou a motorem 1,5 litru podle odlišných nárazníků a jiného víka motorového prostoru.
Fiat oficiálně začal vyrábět verzi s pravostranným řízen až v roce 1976. Předtím prováděla tyto úpravy firma Radbourne Racing pro prodej na britském trhu. Není známo, že by se dochoval některý kus s touto úpravou.

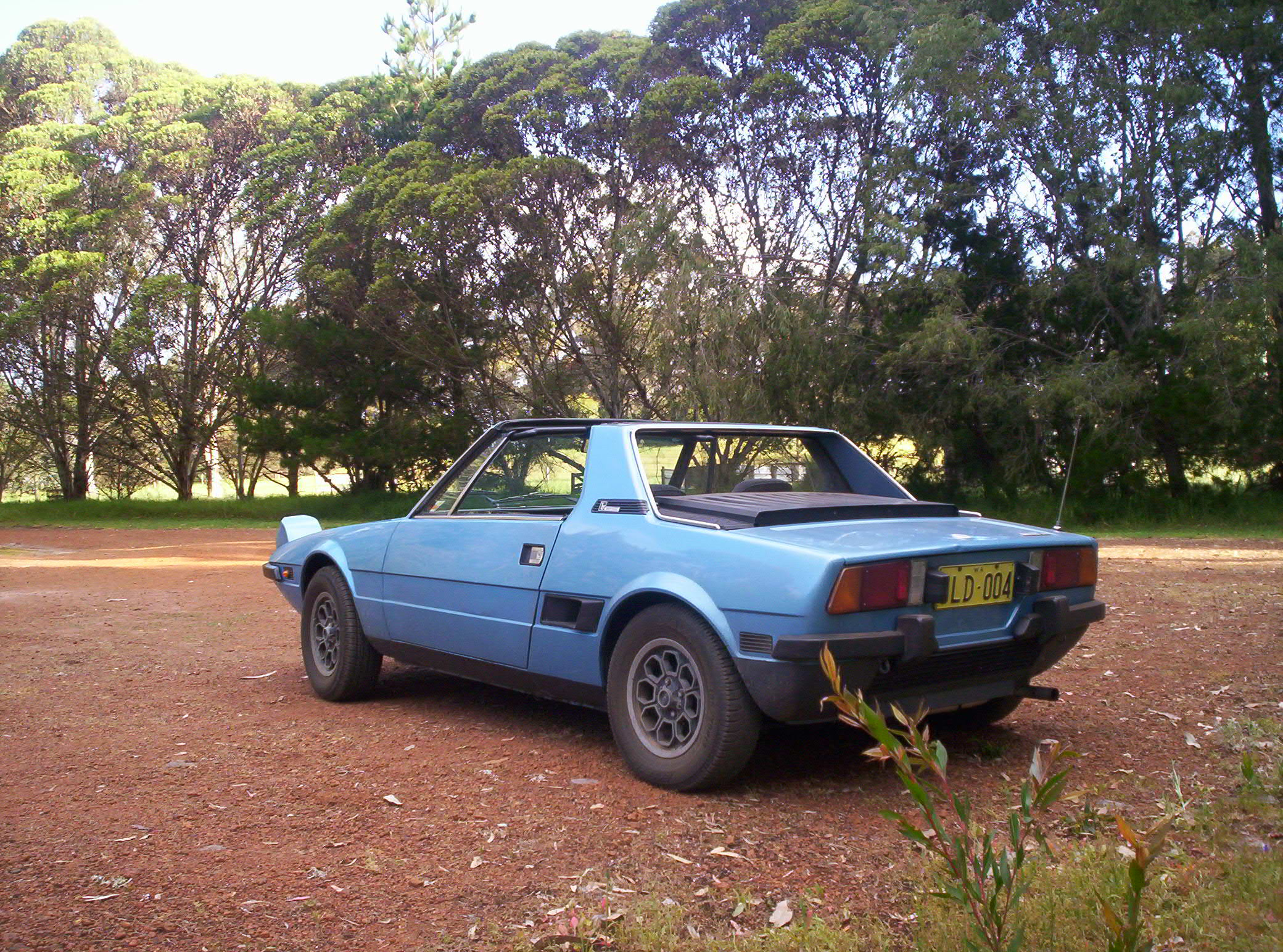
1976 Fiat X1/9 (motor 1.3)

V roce 1982, krátce po uvedení modelu 1500 (verze s motorem 1,5 litru a pětistupňovou převodovkou) byla celá výroba přemístěna do závodu Bertone, tento model se posléze označoval jako Bertone X1/9. Kromě výše popsaných odlišností nárazníků a víka motoru byly změny provedeny také v interiéru, zejména byl upraven prostor pro nohy, aby vysoké osoby mohly sedět pohodlněji, než umožňoval původní design.
Poslední výrobní série byla nazvána Gran Finale a prodávala se v období 1989/1990. Byly to modifikace prováděné dealery, které se označovaly jako speciální edice (SE) a zahrnovala přidání zadního spoileru a znaku Gran Finale.

## USA verze
Vzhledem k tomu, že Bertone od počátku model vyvíjel s ohledem na prodej v USA, verze zde prodávané byly hodně podobné evropské verzi. Přesto zde určité odlišnosti existují a model X1/9 prošel v USA třemi generacemi: 1974, 1975-78 a 1979-87.
Model z roku 1974 se nejvíce blížil evropské verzi, ale měl odlišné nárazníky, motor o objenu 1290 cm³ se čtyřstupňovou převodovkou měl výkon 63 hp (47 kW).

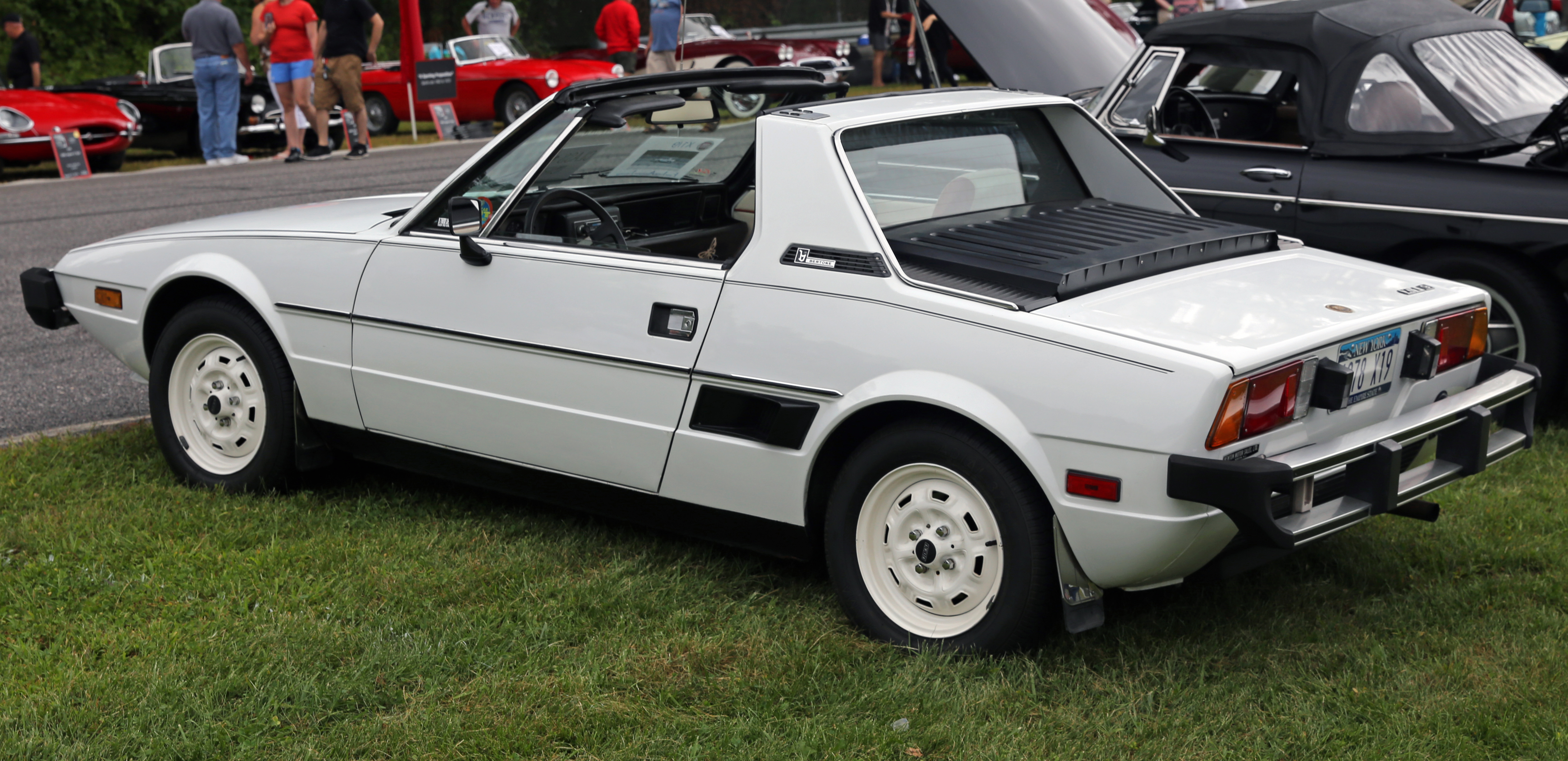
1978 USA verze Fiat X1/9 s odlišnými nárazníky

Automobily pro USA z let 1975-78 byly nejvíce odlišné. Měly mohutné nárazníky vpředu i vzadu. Aby byly splněny přísné emisní normy USA, byly X1/9s vybaveny recirkulačními ventily výfukových plynů, vzduchovými čerpadly a systémy s aktivním uhlím. Tyto automobily měly výkon 61 hp (45 kW).

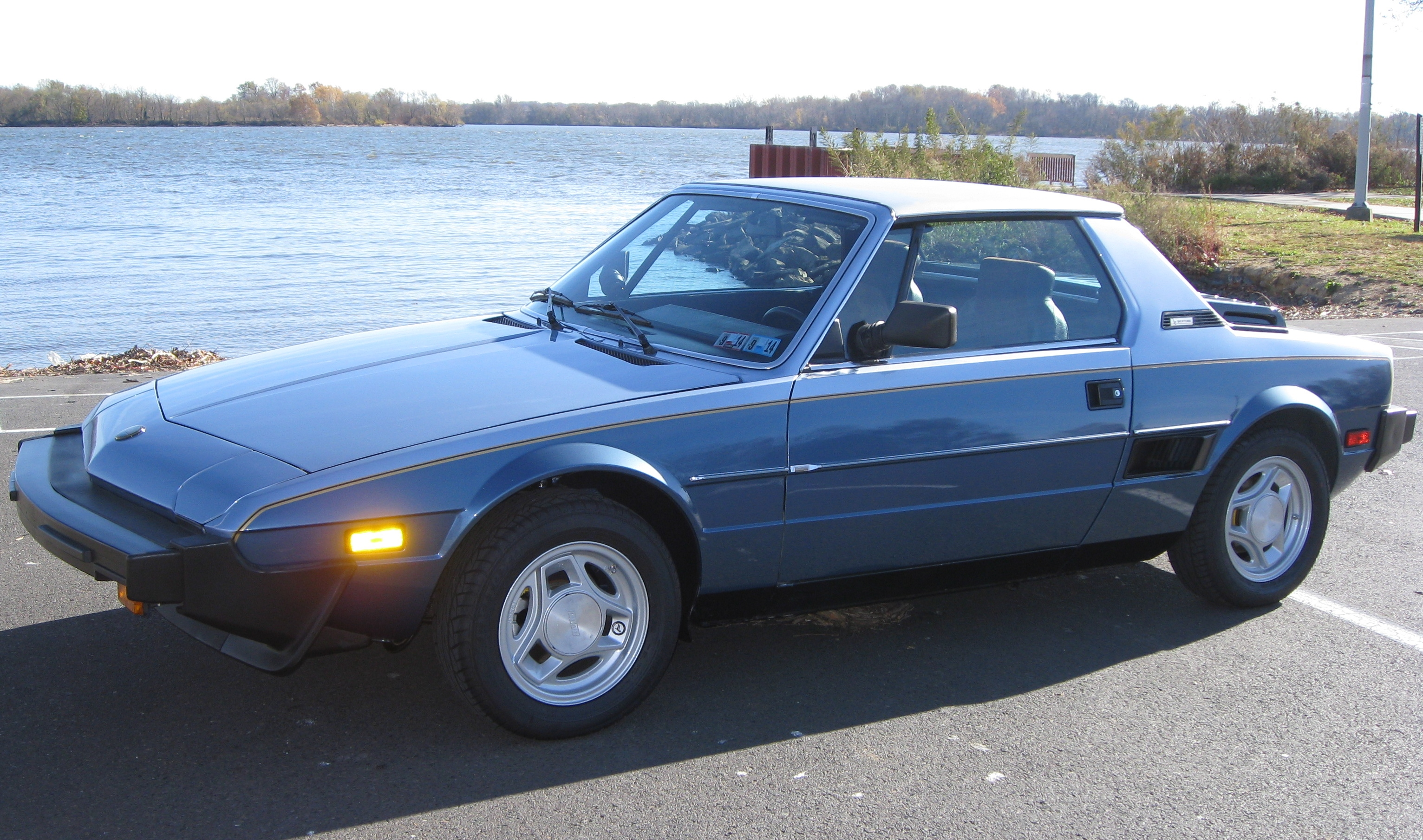
1986 USA verze Bertone X1/9

V roce 1979 získaly americké vozy motor o objemu 1498 cm³ pětistupňové převodovky, výkon se zvýšil na 67 hp (50 kW). Model z roku 1979 používal stejné systémy pro dosažení emisních limitů jako předchozí modely.
Modelové roky 1980 a 1981 znamenaly přechod od karburátoru na systém vstřikování paliva L-Jetronic firmy Bosch. Kombinace vstřikování paliva, katalyzátoru a bezolovnatého benzínu umožnila těmto automobilům splnit kalifornské a pozdější federální emisní normy. Vozidla se systémem vstřikování palivem měla výkon 75 hp (56 kW).
U modelu z roku 1979 došlo také k řadě změn exteriéru i interiéru včetně integrovaných nárazníků vpředu i vzadu, nové čelní mřížky, změnila se přístrojová deska a některé ovládací prvky byly přemístěny ze středové konzole na přístrojovou desku a naopak.
Během roku 1982 Fiat ukončil přímé působení na trhu USA. Společnost International Automobile Importers, Inc., kterou vedl vedené Malcolm Bricklin, převzala marketing a veškeré poprodejní služby. Výroba modelu se kompletně (nejen pro USA, ale i pro Evropu) přesunula do závodu Bertone, který pokračoval v dalších úpravách jako je lepší ochrana proti korozi, upravená sedadla a modernizovaný elektrický systém pro modely z roku 1984.
V druhé polovině 80. let prodeje v USA klesaly a tak rok 1987 byl posledním rokem, kdy společnost International Automobile Importers dovezla X1/9 do USA. Od poloviny roku 1987 do konce výroby v roce 1989 byly Bertone X1/9 dováženy do USA firmou M.I.K. Automotive, Inc. z Kalifornie, kterou vlastnil Miro Kefurt, který v té době byl pro Bertone dealerem číslo jedna v USA. Poslední kusy X1/9 byly do USA dovezeny v dubnu 1990 (vyrobeny byly již v prosinci 1989, kdy jejich výroba definitivně skončila).

## Koncepty a prototypy
Bertone vytvořil nejméně dvě designerské a inženýrské studie během výroby běžného modelu X1/9.
První byla celohliníková karoserie vyvinutá ve spolupráci se společností ALCAN. Bylo vyrobeno pět celohliníkových vozů tak. aby byla dosažena stejná pevnost a tuhost jako u běžných vozů a tyto vozy byly testovány na vibrace, hluk, zatížení a odolnost vůči korozi. Úspora hmotnosti byla třetina proti běžnému vozu.
Druhá studie byla navržena jako vůz pro 2 + 1 osobu a byla dokončena v roce 1981. Vůz byl prodloužen asi o 18 centimetrů v prostoru mezi dveřmi a zadní nápravou, přes pět centimetrů byl rozšířen. Náhradní pneumatika byla přesunuta do nového prostoru za sedadlem řidiče a třetí sedadlo bylo přidáno do prostoru za sedadlem spolujezdce původně použitým pro rezervu. Motor s objemem 1,5 litru byl nahrazen motorem 2.0 litru DOHC FIAT, aby vyšší výkon kompenzoval zvýšenou hmotnost. Nejméně jeden exemplář vozu 2 + 1 byl vystavován v muzeu Bertone předtím, než společnost v roce 2014 zbankrotovala.

## Závodní vozy

### Filipinetti X1/9
Filipinetti X1/9 od Scuderia Filipinetti byl poprvé představen na autosalonu v Ženevě mezi 15. 3. 1973 až 25. 3. 1973 jako první závodní vůz odvozený od Fiat X1/9. Byl vytvořen v kooperaci s Fiatem, pod vedením technika a závodníka Mike Parkese, který později vyvinul a postavil Lancii Stratos. Filipinetti X1/9 měl motor o objemu 1290 cm³ s mechanickým vstřikováním paliva Lucas. Výkon byl asi 119 kW při 8600 ot./min a maximální rychlost 210 km/h.

### Abarth Prototipo

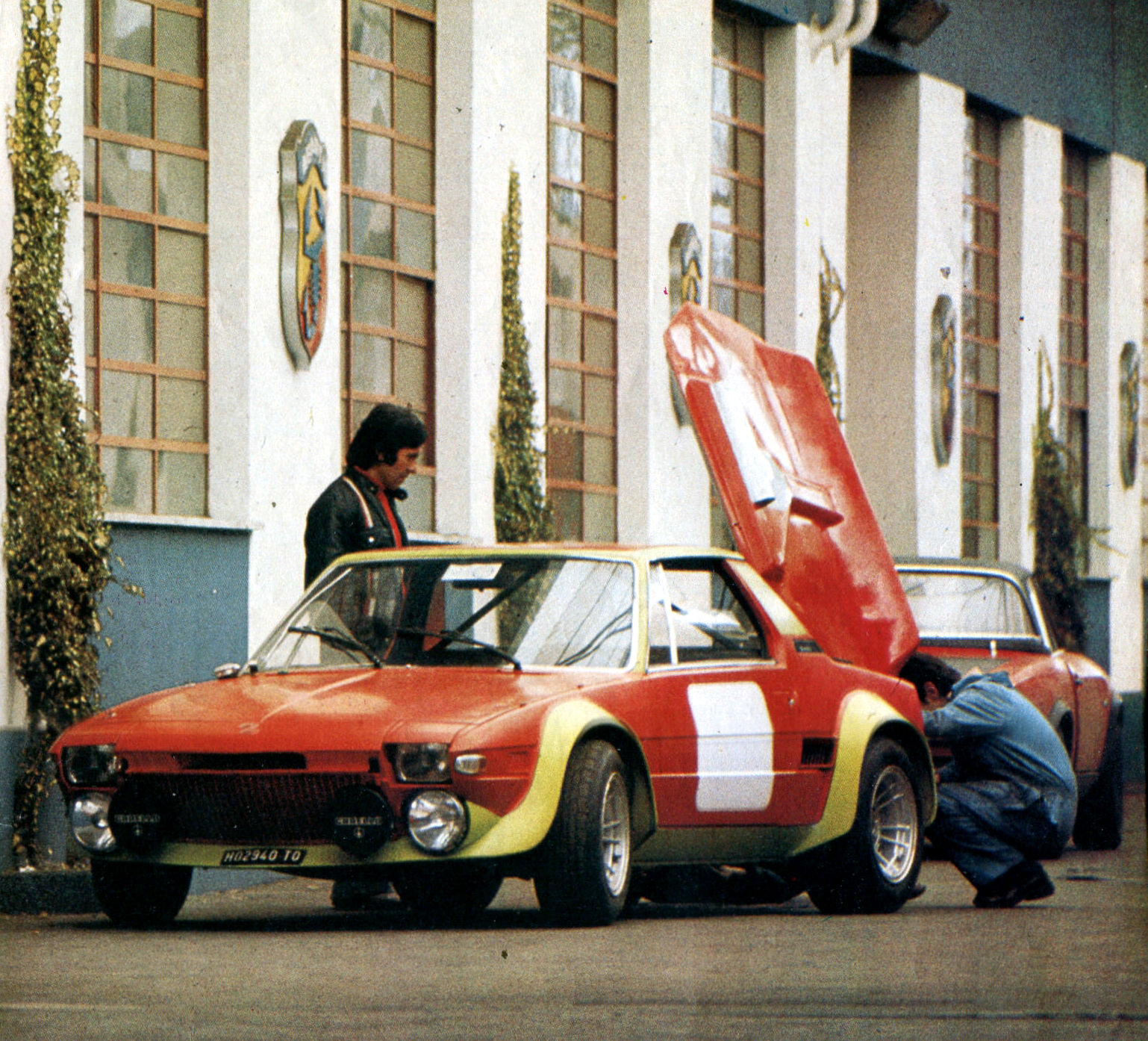
1974 Abarth X1-9 Prototipo

Abarth, dceřiná společnost Fiat v roce 1973 vyvinula model Abarth X1/9 Prototipo, který měl nahradit 124 Spider Abarth jako hlavní rallye auto Fiatu (ale nakonec byl jako hlavní soutěžní vůz vybrán jiný projekt, 131 Abarth).
Prototipo X1/9 používal motor o objemu 1840 cm³ s vlastní 16ventilovou hlavou válců a dvojitými 44 mm Weber IDF karburátory. Zvnějšku měl vůz vytažené blatníky, malý „kachničkový“ zadní spoiler a nasávání vzduchu ve stylu F1, které bylo navržen tak, aby nasávalo chladný vzduch z prostoru nad střechou. Všechny vozy Prototipo X1/9 závodily v tradičním barevném provedení Abarth: žlutozelené/žluté a oranžové/růžové schéma.
Protože šlo o prototypy, nelze přesně říci, kolik automobilů bylo vyrobeno. Komponenty a celé karosérie byly běžně vyměňovány a nahrazovány jako součást procesu vývoje, ale předpokládá se, že celkem bylo vyrobeno 5 vozů.

### Dallara Icsunonove

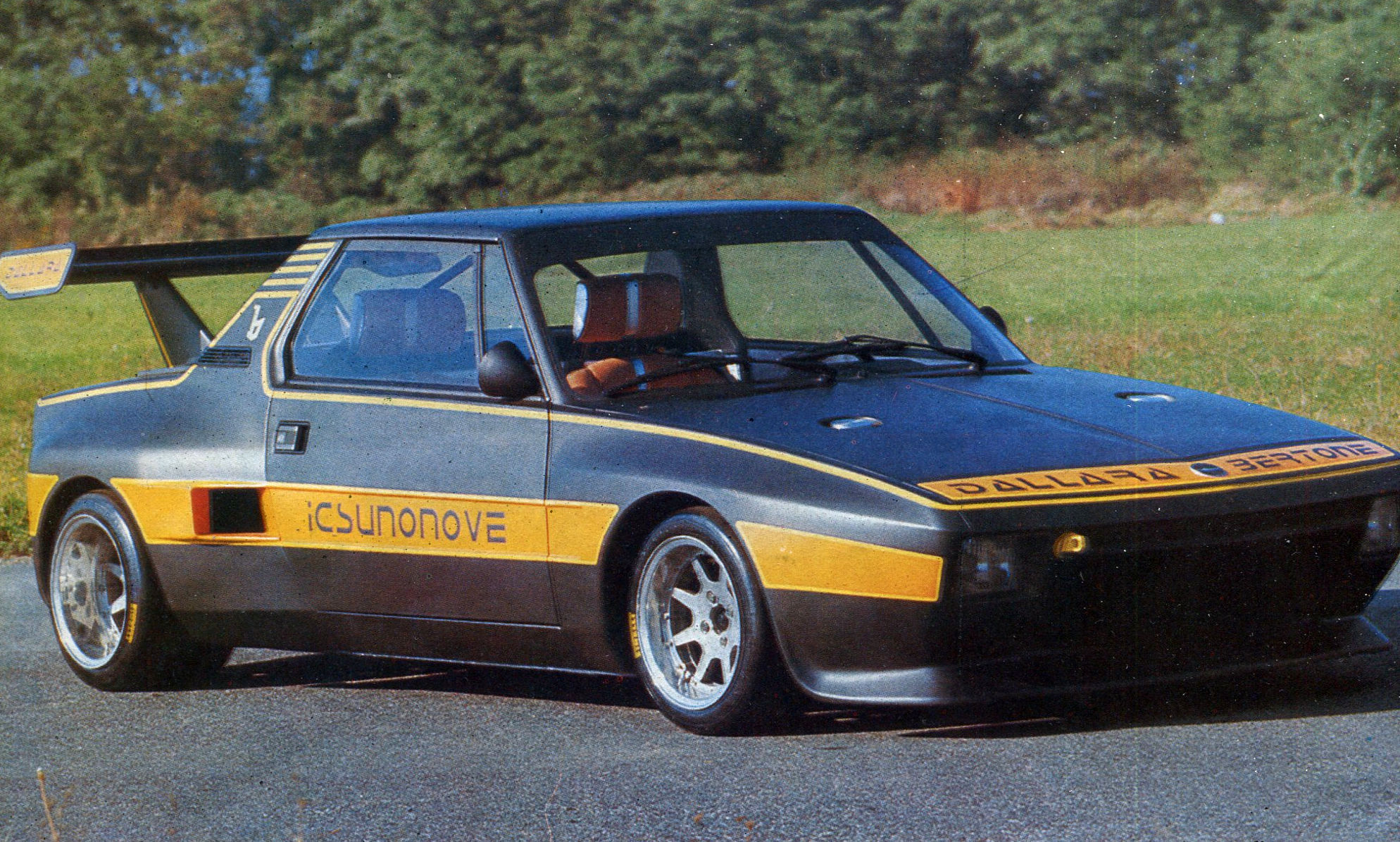
1975 Dallara Icsunonove

Společnost Dallara Automobili si v roce 1975 vybrala model X1/9 pro svou účast na World Sportscar Championship. Použila upravený motor s vlastní 16ventilovou hlavou, zcela přepracované zavěšení a odlišnou karoserii, na které jsou nejnápadnější masivní blatníky pro široká kola a velké zadní křídlo.

## Fotogalerie
Následující fotografie jsou z 18. setkání italských vozů, které se uskutečnilo v sobotu 29. dubna v Poděbradech.

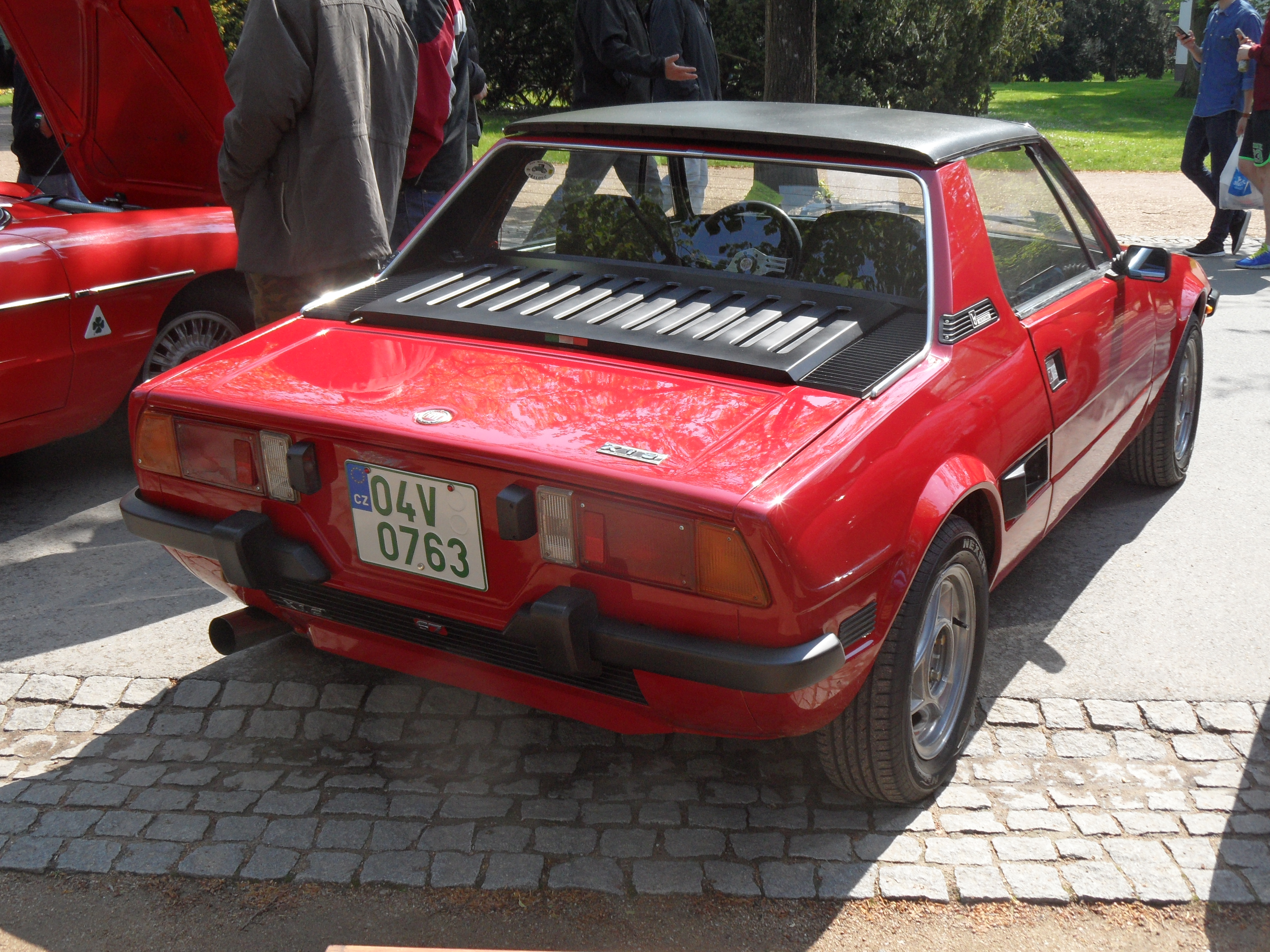
Fiat X1/9
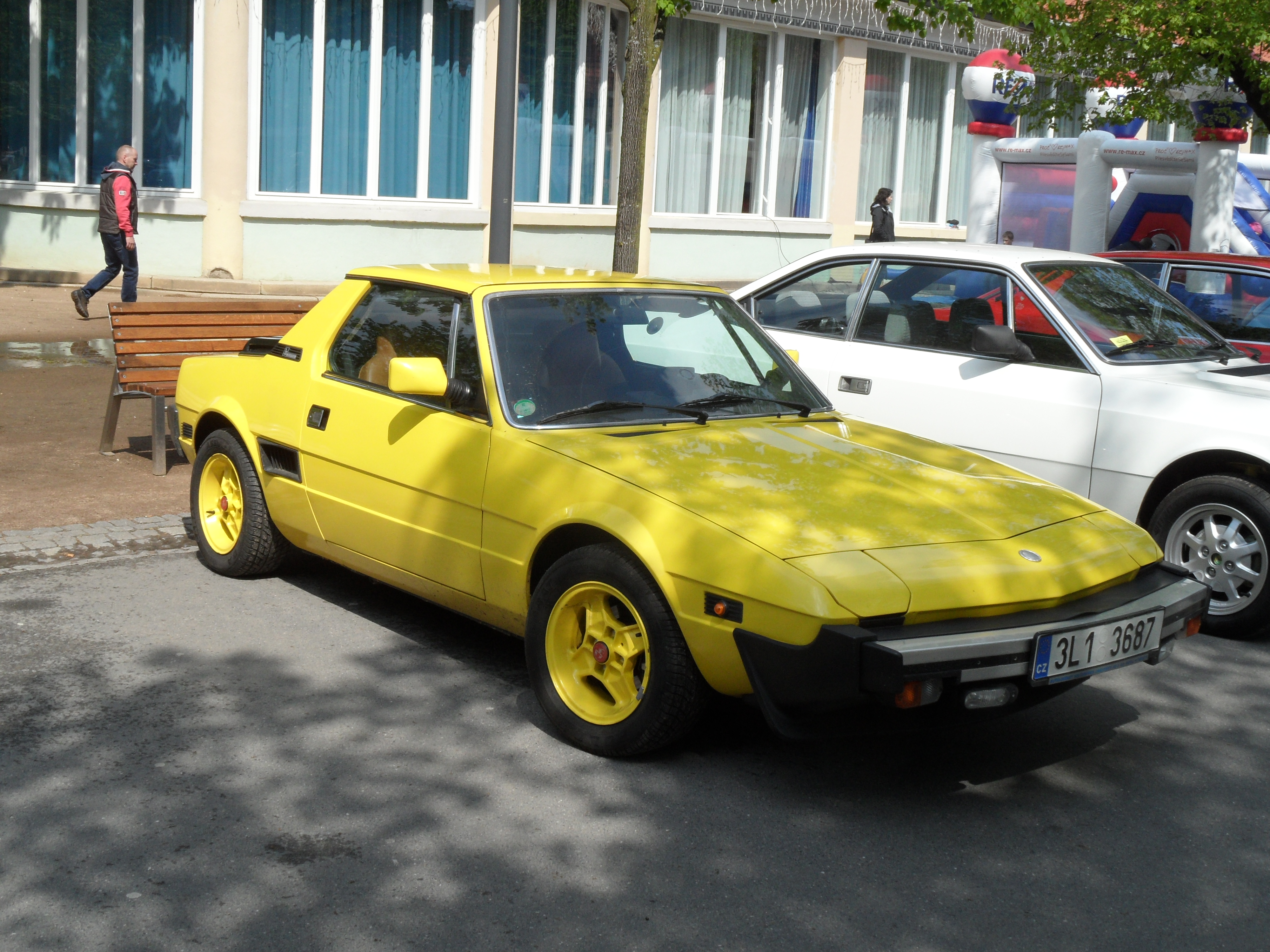
X1/9 s barevně sladěnými disky
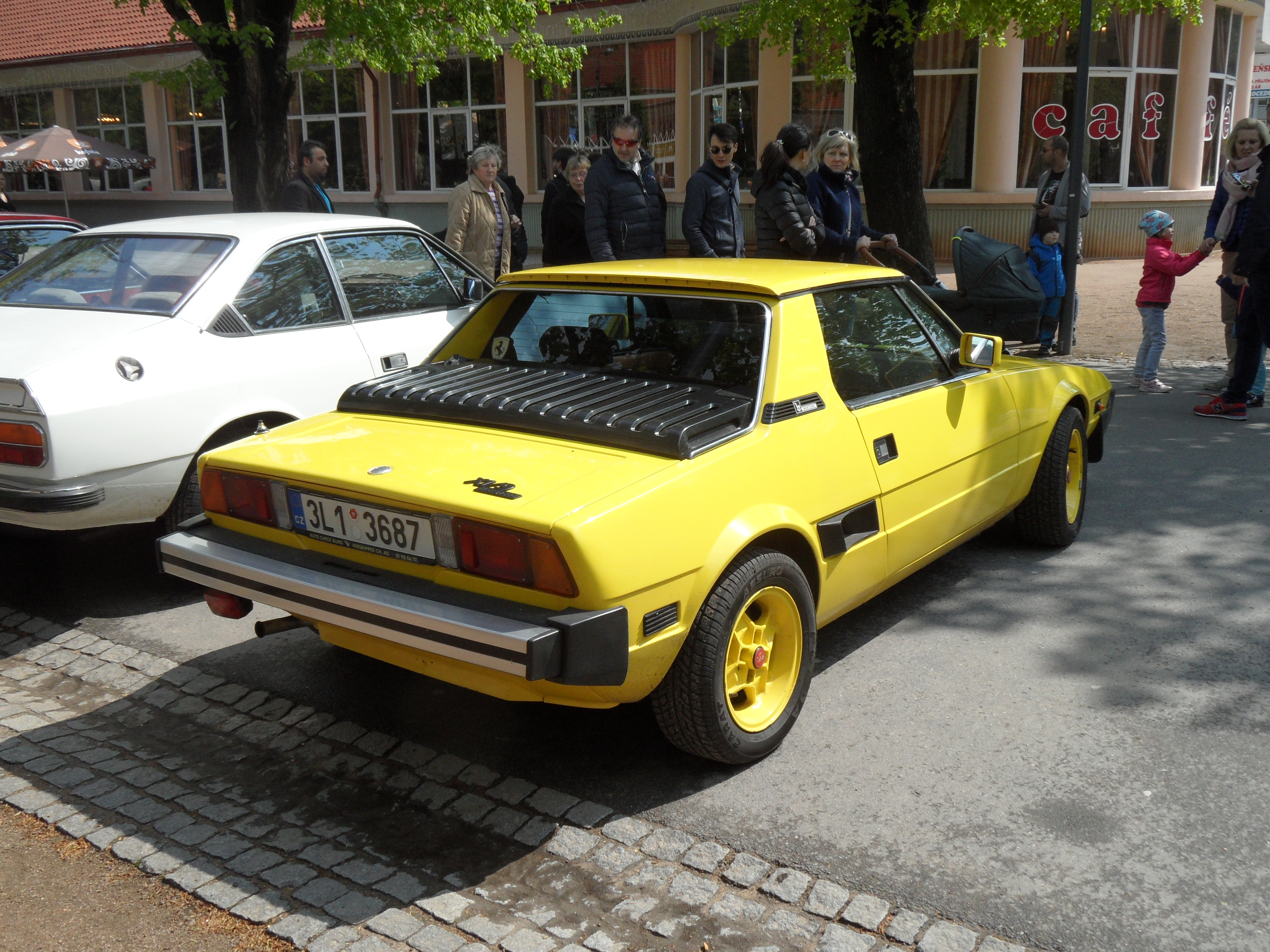
X1/9 s barevně sladěnými disky
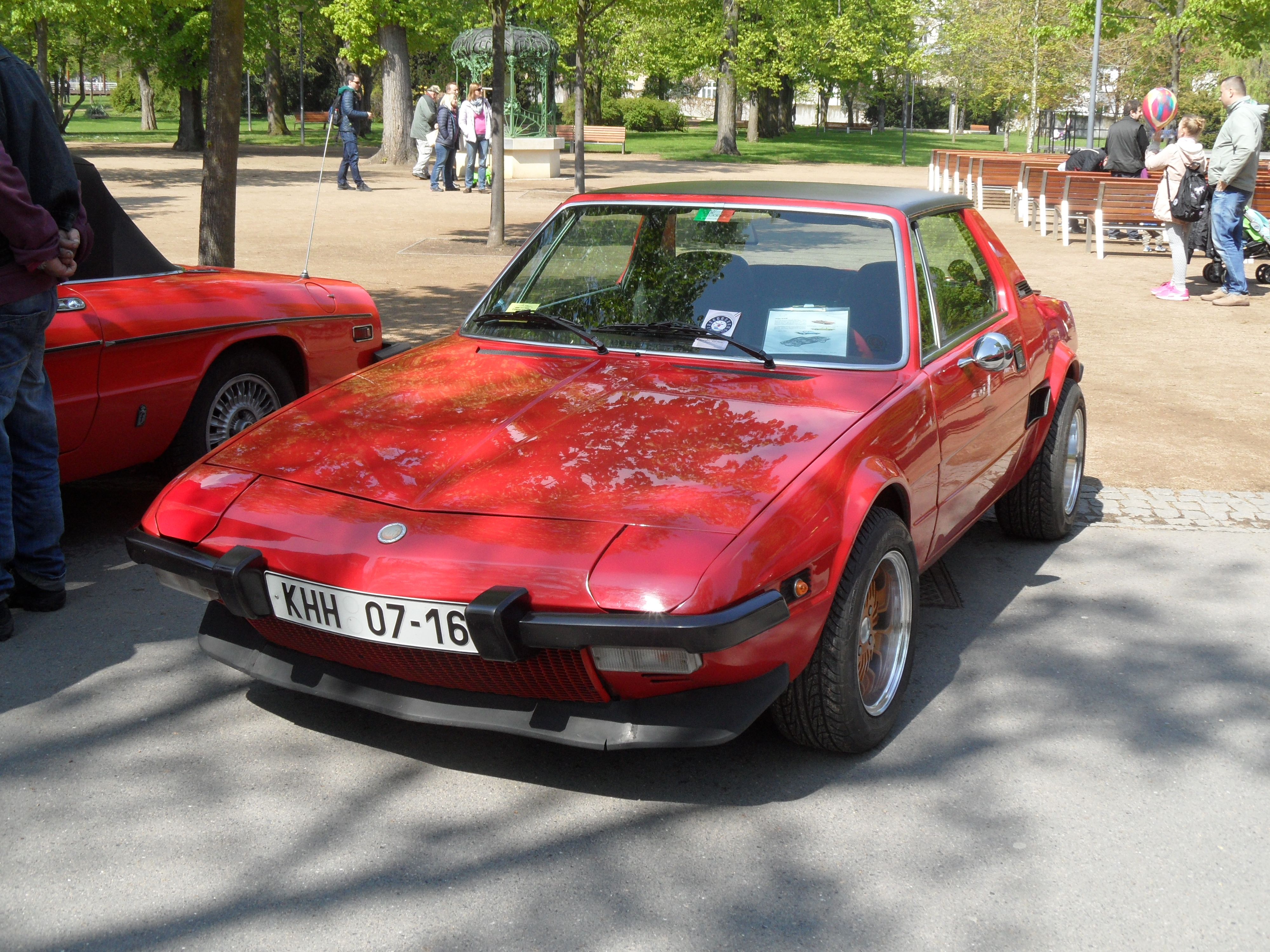
X1/9 se širšími pneumatikami